# Johan Friedrich Hackman
Johan Friedrich Hackman, född 1755, död 1807, var en finländsk köpman. Han var far till Johan Fredrik Hackman den yngre.
Hackman flyttade från Bremen till Viborg omkring 1780 och grundade 1789 handelshuset Hackman & Co, som efter hans död övertogs av hans änka Marie Hackman.